# A Funny Thing Happened on the Way to the Forum
A Funny Thing Happened on the Way to the Forum (Golfus de Roma en España) es un musical con canciones de Stephen Sondheim y libreto de Burt Shevelove y Larry Gelbart. Basado en las farsas de Plauto, concretamente en Curculio, Pséudolo, Miles gloriosus y Mostellaria, su trama central se desarrolla en torno al esclavo Pseudolus y sus intrigas para alcanzar la libertad mientras ayuda a su joven amo a conseguir el amor de una hermosa cortesana.
El espectáculo se caracteriza por el empleo de elementos clásicos de la farsa, incluyendo juegos de palabras, puertas que se abren y cierran, suplantación de identidades y comentarios satíricos sobre clases sociales. El título deriva de una frase muy popular que utilizan los comediantes de vodevil estadounidenses para comenzar una historia: «A funny thing happened on the way to the theater».
La producción original de Broadway se estrenó en 1962 en el Alvin Theatre y desde entonces el musical ha podido verse en numerosas ocasiones a lo largo de todo el mundo. En 1966 fue llevado a la gran pantalla bajo la dirección de Richard Lester.

## Argumento
En la antigua Roma, tres vecinos residen en edificios contiguos. En el centro está la casa de Senex, un senador que vive con su esposa Domina, su hijo Hero y varios esclavos, entre ellos, Hysterium y Pseudolus, personaje principal de la obra. Pseudolus, que es el esclavo del joven Hero, desea obtener su libertad a toda costa. Otra de las casas vecinas es propiedad de Marcus Lycus, proxeneta que trafica con hermosas cortesanas, y la tercera pertenece a Erronius, un anciano que se encuentra en el extranjero buscando a sus hijos desde que estos fueron secuestrados por piratas veinte años atrás.
Un día, estando Senex y Domina de viaje, Hero le confiesa a Pseudolus que se ha enamorado de la virginal Philia, una de las cortesanas de la casa de Marcus Lycus. Pseudolus promete ayudarle a conseguir el amor de Philia a cambio de su propia libertad. Por desgracia, como los dos averiguan cuando visitan a Lycus, Philia ha sido vendida al famoso capitán del ejército Miles Gloriosus, quien llegará muy pronto para reclamarla. Pseudolus, un experto mentiroso, se aprovecha de la personalidad alegre de Philia para convencer a Lycus de que la muchacha ha contraído una enfermedad procedente de Creta, la cual provoca a sus víctimas la necesidad de reír sin parar en sus etapas terminales. Horrorizado, Lycus accede a que la virgen sea puesta en cuarentena en la casa de Senex. De esta forma, Pseudolus logra que Hero y Philia pasen algún tiempo a solas y que la joven también se enamore de su pretendiente. Aun así, Philia insiste en que debe honrar su contrato con el capitán porque esa es la obligación de una cortesana. Mientras busca una solución, Pseudolus le dice a la joven que espere en la casa de Senex y que, cuando llegue el capitán, este golpeará la puerta tres veces y así ella podrá reconocerlo. El astuto esclavo idea un plan para solventar el problema: le darán a Philia una poción somnífera y harán creer a Lycus que la virgen ha muerto por la plaga de Creta. Entonces, Hero se ofrecerá a hacerse cargo del cuerpo de Philia y ambos embarcarán rumbo a Grecia, lejos de Roma y de Miles Gloriosus. Pseudolus roba el libro de pociones de Hysterium y le pide a Hero que le lea la receta para fabricar la pócima del sueño. Como el único ingrediente que les falta es un poco de sudor de yegua, Pseudolus sale en su búsqueda.
De pronto, Senex regresa inesperadamente de su viaje y, casualmente, golpea tres veces en la puerta de su casa. Philia le abre y, pensando que Senex es el capitán, se entrega a él. Sorprendido, pero encantado con la situación, Senex pide a Philia que le espere en el interior. Hysterium añade confusión al embrollo al decirle a su amo que Philia es la nueva criada que ha contratado. Pseudolus llega con el sudor de yegua y ve que Senex ha vuelto antes de tiempo. Para mantenerlo fuera de juego, le rocía disimuladamente con el sudor de yegua y le sugiere que se dé un baño en la casa vacía de Erronius antes de encontrarse con Philia. Pero mientras esto sucede, Erronius regresa después de haber renunciado a la búsqueda de sus hijos perdidos. Hysterium, desesperado por alejarlo de la casa donde su amo está bañándose, le dice al viejo que en su ausencia su hogar ha sido tomado por un espíritu, información aparentemente confirmada cuando se empieza a escuchar la voz de Senex cantando desde el baño. Erronius ordena traer un adivino para que examine la casa y Pseudolus, haciéndose pasar por uno, le indica que la única forma de desterrar al espíritu es recorrer siete veces las siete colinas de Roma. De esta forma consiguen deshacerse del anciano durante un buen rato.
Cuando Miles Gloriosus llega a la ciudad para reclamar a su prometida, Pseudolus esconde a Philia en el tejado de la casa de Senex para que el capitán no la encuentre. Lycus, quien ha sido informado de que Philia ha escapado, está aterrorizado ante la perspectiva de tener que enfrentarse a la ira de Miles Gloriosus. Pseudolus se ofrece a suplantarle ante el capitán y contarle una patraña para salir del paso, pero al final se lía y simplemente termina diciéndole que Philia ha desaparecido, y que él, «Lycus», irá en su búsqueda. Enfadado e imaginándose que algo extraño está ocurriendo, Miles Gloriosus insiste en que sus soldados acompañen a Pseudolus, pero el astuto esclavo consigue despistarlos en las calles de Roma.
Para complicar aún más las cosas, Domina también regresa de su viaje por sorpresa, sospechando que su marido está metido en algo turbio. Con el fin de atrapar a Senex en una supuesta infidelidad, la mujer se viste de blanco y se oculta tras un velo, que es justamente la ropa que lleva Philia. Pseudolus convence a Hysterium para que se travista y simule ser Philia «muerta» por la enfermedad de Creta. Por desgracia, resulta que Miles Gloriosus acaba de estar en la isla griega, donde por supuesto no hay ninguna plaga. Descubierta la argucia, los personajes principales corren por sus vidas, dando lugar a una alocada persecución con Miles Gloriosus y Senex persiguiendo a las tres «Philias» (Domina, Hysterium y la verdadera Philia, todas ellas vestidas con velos y túnicas blancas idénticas). Al mismo tiempo, las cortesanas de la casa de Marcus Lycus, quienes habían sido reclutadas como plañideras en el falso funeral de «Philia», escapan y Lycus envía a sus eunucos tras ellas.
Finalmente, las tropas del capitán consiguen dominar la situación. Con su plan totalmente desvelado, Pseudolus se encuentra en serios problemas, pero Erronius, una vez completada su tercera vuelta por las colinas romanas, se presenta de manera fortuita y descubre que Miles Gloriosus y Philia llevan anillos a juego que les identifican como sus hijos perdidos veinte años atrás. El compromiso de Philia con el capitán queda automáticamente anulado por la inesperada revelación, dejando vía libre para que la joven se case con Hero. Pseudolus, habiendo cumplido con su parte del trato, consigue la libertad y, además, a la encantadora esclava Gymnasia, de quien había quedado prendado en la casa de Lycus. Miles Gloriosus recibe unas cortesanas gemelas como compensación y Erronius recupera a sus hijos, produciéndose así un final feliz para todos, excepto para Senex, quien debe permanecer al lado de su malhumorada esposa.

## Producciones

### Broadway
1962
Antes de su llegada a Broadway, A Funny Thing Happened on the Way to the Forum se representó a modo de prueba en el Shubert Theatre de New Haven, Connecticut, entre el 31 de marzo y el 7 de abril de 1962, y en el National Theatre de Washington D. C. entre el 11 y el 28 de abril de ese mismo año.
El estreno oficial neoyorquino tuvo lugar el 8 de mayo de 1962 en el Alvin Theatre (actual Neil Simon Theatre), con funciones previas desde el 1 de mayo y un reparto encabezado por Zero Mostel como Pseudolus, David Burns como Senex, John Carradine como Marcus Lycus, Brian Davies como Hero, Jack Gilford como Hysterium, Preshy Marker como Philia, Ruth Kobart como Domina, Raymond Walburn como Erronius y Ronald Holgate como Miles Gloriosus. Producido por Harold Prince, el montaje contó con dirección de George Abbott, coreografía de Jack Cole, diseño de escenografía y vestuario de Tony Walton, diseño de iluminación de Jean Rosenthal y dirección musical de Harold Hastings. El coreógrafo Jerome Robbins también formó parte del equipo creativo, aunque no fue acreditado por ello.
En la edición de los premios Tony de 1963, A Funny Thing Happened on the Way to the Forum fue nominado en ocho categorías, alzándose finalmente con seis galardones, incluyendo el de mejor musical. El 7 de marzo de 1964, el espectáculo bajó el telón por última vez en el Alvin Theatre y a continuación fue transferido al Mark Hellinger Theatre entre el 9 de marzo y el 9 de mayo de 1964, y al Majestic Theatre entre el 11 de mayo y el 29 de agosto de 1964. En total realizó 964 funciones regulares y 8 previas.
1972
El primer revival de Broadway se estrenó el 30 de marzo de 1972 en el Lunt-Fontanne Theatre, protagonizado por Phil Silvers como Pseudolus (Silvers había rechazado interpretar ese mismo papel en la producción original, aunque después acabaría aceptando el rol de Marcus Lycus en la película de 1966), Lew Parker como Senex, Carl Ballantine como Marcus Lycus, John Hansen como Hero, Larry Blyden como Hysterium, Pamela Hall como Philia, Lizabeth Pritchett como Domina, Reginald Owen como Erronius y Carl Lindstrom como Miles Gloriosus. Burt Shevelove, coautor de libreto, se encargó de la dirección de este montaje, que fue producido por David Black y el propio Larry Blyden, en asociación con Seymour Vall y Henry Honeckman. El resto del equipo artístico lo formaron Ralph Beaumont en la coreografía, James Trittipo en el diseño de escenografía, Noel Taylor en el diseño de vestuario, H. R. Poindexter en el diseño de iluminación y Milton Rosenstock en la dirección musical. 
Para esta reposición, las canciones «Pretty Little Picture» y «That'll Show Him» fueron reemplazadas por dos nuevos números musicales compuestos por Stephen Sondheim y que ya habían sido estrenados unos meses atrás en el Ahmanson Theatre de Los Ángeles: «Echo Song», a cargo de Hero y Philia, y «Farewell», interpretado por Senex y Domina cuando se disponen a marcharse de viaje. «Farewell» fue escrita especialmente para la actriz Nancy Walker, quien dio vida a Domina en Los Ángeles pero no pudo repetir en Nueva York debido a sus compromisos televisivos, siendo sustituida por Lizabeth Pritchett.
El 23 de abril de 1972, Phil Silvers y Larry Blyden fueron reconocidos con un premio Tony cada uno en las categorías de mejor actor principal y mejor actor de reparto respectivamente. Sin embargo, poco después Silvers sufrió un infarto cerebral y tuvo que dejar la compañía. La producción cerró definitivamente el 12 de agosto de 1972, tras 156 funciones regulares y 3 previas.
1996
Entre el 18 de abril de 1996 y el 4 de enero de 1998, una nueva puesta en escena dirigida por Jerry Zaks y coreografiada por Rob Marshall pudo verse en el St. James Theatre de Broadway, donde realizó un total de 715 funciones regulares y 34 previas. Nathan Lane como Pseudolus, Lewis J. Stadlen como Senex, Ernie Sabella como Marcus Lycus, Jim Stanek como Hero, Mark Linn-Baker como Hysterium, Jessica Boevers como Philia, Mary Testa como Domina, William Duell como Erronius y Cris Groenendaal como Miles Gloriosus lideraron el elenco de este revival, que también contó con diseño de escenografía y vestuario de Tony Walton, diseño de iluminación de Paul Gallo, diseño de sonido de Tony Meola y dirección musical de Edward Strauss.
En la 50.ª ceremonia de entrega de los Tony, Nathan Lane fue galardonado en la categoría de mejor actor principal, convirtiéndose en el tercer intérprete en recibir este premio por el papel de Pseudolus, después de Zero Mostel y Phil Silvers. Posteriormente, Lane abandonó la compañía y fue reemplazado por Whoopi Goldberg y David Alan Grier.

### Londres
1963
El éxito obtenido en Broadway posibilitó el salto al West End londinense, donde el espectáculo debutó el 3 de octubre de 1963 en el Strand Theatre (actual Novello Theatre), con el mismo equipo creativo que su homólogo neoyorquino y un reparto encabezado por Frankie Howerd como Pseudolus, 'Monsewer' Eddie Gray como Senex, Jon Pertwee como Marcus Lycus, John Rye como Hero, Kenneth Connor como Hysterium, Isla Blair como Philia, Linda Gray como Domina, Robertson Hare como Erronius y Leon Greene como Miles Gloriosus. La producción se mantuvo en cartel hasta el 31 de julio de 1965, alcanzando las 762 representaciones. 
1986
La segunda vez que A Funny Thing Happened on the Way to the Forum pudo verse en Londres fue en el Piccadilly Theatre entre el 14 de noviembre y el 27 de diciembre de 1986, protagonizado por Frankie Howerd como Pseudolus, Patrick Cargill como Senex, Fred Evans como Marcus Lycus, Graeme Smith como Hero, Ronnie Stevens como Hysterium, Lydia Watson como Philia, Betty Benfield como Domina, Derek Royle como Erronius y Leon Greene como Miles Gloriosus. La dirección corrió a cargo del libretista Larry Gelbart, mientras que las coreografías fueron creadas por George Martin.
2004
Entre el 9 de julio y el 2 de noviembre de 2004, el Royal National Theatre presentó una producción propia dirigida por Edward Hall y coreografiada por Rob Ashford, con Desmond Barrit como Pseudolus, Sam Kelly como Senex, David Schneider como Marcus Lycus, Vince Leigh como Hero, Hamish McColl como Hysterium, Caroline Sheen como Philia, Isla Blair como Domina, Harry Towb como Erronius y Philip Quast como Miles Gloriosus.

### España
1964
En España se estrenó el 29 de marzo de 1964 en el Teatro Maravillas de Madrid, bajo el título Golfus de Roma. Dirigido por José Osuna, el espectáculo contó con diseño de escenografía y vestuario de Antonio Mingote, dirección musical de Manuel Moreno-Buendía y un elenco liderado por José Sazatornil como Pseudolus, Erasmo Pascual como Senex, Luis Sánchez Polack como Marcus Lycus, Pedro Pecci como Hero, Venancio Muro como Hysterium, Alicia de la Victoria como Philia, Carmen Martínez Sierra como Domina, Alberto Fernández como Erronius y Ricardo Royo Villanova como Miles Gloriosus. Manuel Ruiz-Castillo y José Luis Coll realizaron la adaptación al castellano de este montaje que estuvo en cartel hasta el 17 de mayo de 1964.
1993
En 1993, el director Mario Gas volvió a poner en escena el musical como parte de la programación del Festival Internacional de Teatro Clásico de Mérida. Esta versión, que llevó por título Golfos de Roma, se representó entre el 28 de julio y el 7 de agosto de 1993 y fue protagonizada por Javier Gurruchaga como Pseudolus, Josep Maria Pou como Senex, Ricard Borràs como Marcus Lycus, Gabino Diego como Hero, Vicente Díez como Hysterium, Mònica López como Philia, Vicky Peña como Domina, Félix Rotaeta como Erronius y Jaume Mallofré como Miles Gloriosus. Además de ocuparse de la dirección, Mario Gas también participó en el diseño de escenografía (junto a Castell i Planas y Antonio Belart), en la iluminación (junto a Quico Gutiérrez) y en la adaptación al castellano (junto a Begoña Barrena). Otros profesionales involucrados fueron Anna Briansó y Baby John en la coreografía, Antonio Belart en el diseño de vestuario y Manuel Gas en la dirección musical.
Tras la buena acogida en Mérida, la producción se embarcó en una gira nacional que dio comienzo el 9 de noviembre de 1993 en el Teatre Joventut de Hospitalet de Llobregat e incluyó una parada en el Teatro Nuevo Apolo de Madrid entre el 18 de enero y el 12 de marzo de 1995.
2015
Golfus de Roma regresó a la cartelera madrileña en 2015, con un montaje al aire libre que pudo verse entre el 19 y el 30 de agosto en el escenario Puente del Rey de los Veranos de la Villa. Rafa Castejón como Pseudolus, Juan Meseguer como Senex, Juan Carlos Martín como Marcus Lycus, Paris Martín como Hero, Jorge Usón como Hysterium, Carmen Barrantes como Philia, Marta Moreno como Domina, Roberto Quintana como Erronius y Axier Sánchez como Miles Gloriosus encabezaron el reparto de esta versión, que contó con dirección de Jesús Castejón, coreografía de Nuria Castejón, diseño de escenografía de Ricardo Sánchez Cuerda, diseño de vestuario de Gabriela Salaverri, diseño de iluminación de Juanjo Llorens y dirección musical de Bruno Tambascio. La traducción del texto corrió a cargo de Jesús Castejón, Salvador Collado y Bruno Tambascio, mientras que la adaptación de las letras llevó la firma de Javier Ibarz.
2021
El humorista Carlos Latre dio vida a Pseudolus en una nueva producción que se representó en el Festival Internacional de Teatro Clásico de Mérida entre el 29 de julio y el 8 de agosto de 2021, bajo la dirección de Daniel Anglès. Focus fue la artífice de esta puesta en escena que también protagonizaron Diego Molero como Senex, Meritxell Duró como M. Lycus, Eloi Gómez como Eros, Frank Capdet como Hysterium, Ana San Martín como Philia, Eva Diago como Domina, OriolO como Erronius e Íñigo Etayo como Miles Gloriosus. El resto del equipo artístico lo completaron Oscar Reyes en la coreografía, Montse Amenós en el diseño de escenografía y vestuario, Xavier Costas en el diseño de iluminación, Jordi Ballbé en el diseño de sonido y Xavier Mestres en la dirección musical. La adaptación al castellano fue realizada por el propio Daniel Anglès junto a Marc Gómez.
Posteriormente, ese mismo montaje hizo temporada en el Teatro La Latina de Madrid entre el 9 de septiembre de 2021 y el 16 de enero de 2022, y adaptado al catalán en el Teatre Condal de Barcelona entre el 23 de septiembre de 2022 y el 8 de enero de 2023, sumando un total de 233 funciones.

### Otras producciones
La première latinoamericana tuvo lugar en octubre de 1962 en el Teatro de los Insurgentes de Ciudad de México, con Óscar Ortiz de Pinedo como Pseudolus, Enrique Guzmán como Hero y Leda Moreno como Philia. El título utilizado en México fue Amor al revés es Roma.
Geoffrey Rush interpretó a Pseudolus en una puesta en escena dirigida por Simon Phillips que pudo verse en el Her Majesty's Theatre de Melbourne entre el 27 de octubre de 2012 y el 6 de enero de 2013.

## Adaptación cinematográfica
En 1966, A Funny Thing Happened on the Way to the Forum fue llevado a la gran pantalla bajo la dirección de Richard Lester. Zero Mostel (Pseudolus) y Jack Gilford (Hysterium), de la producción original de Broadway, y Leon Greene (Miles Gloriosus), de su homóloga en Londres, repitieron en la adaptación cinematográfica, acompañados de Michael Hordern como Senex, Phil Silvers como Marcus Lycus, Michael Crawford como Hero, Annette Andre como Philia, Patricia Jessel como Domina y Buster Keaton como Erronius, siendo este su último trabajo en el cine. A pesar de que la película omite gran parte de las canciones del original teatral, en la 39.ª edición de los Óscar fue premiada en la categoría de mejor adaptación musical.
En España, siguiendo la costumbre de la época, fue estrenada con las canciones dobladas al castellano. La adaptación de las letras corrió a cargo de Ernesto Santandreu, más conocido como Maestro Damasco.

## Personajes
| Personaje       | Descripción |
| Pseudolus       | Un esclavo romano propiedad de Hero, que busca obtener la libertad a cambio de ayudar a su joven amo a conseguir el amor de Philia. Originalmente escrito como un papel masculino, a veces también es interpretado por una actriz. |
| Senex           | Un senador romano algo calzonazos, que vive con su mujer Domina y su hijo Hero en un suburbio de la ciudad. |
| Marcus Lycus    | El dueño de un burdel colindante con la casa de Senex. Su nombre está basado en Lycus, el proxeneta de la comedia Poenulus de Plauto.                                                                                              |
| Hero            | El joven hijo de Senex y Domina, enamorado de la virgen Philia. |
| Hysterium       | El jefe de esclavos de la casa de Senex. En latín, el sufijo -um denota género neutro, un guiño a la escena en la que Hysterium se disfraza de Philia.                                                                             |
| Philia          | Una virgen de la casa de Marcus Lycus que ha sido vendida al capitán Miles Gloriosus. |
| Domina          | La esposa de Senex y madre de Hero, una mujer gruñona y manipuladora. |
| Erronius        | Un anciano que vive al lado de Senex. Veinte años atrás, sus hijos fueron raptados por piratas y desde entonces no ha dejado de buscarlos.                                                                                         |
| Miles Gloriosus | Capitán del ejército romano que llega a la ciudad para reclamar a su prometida Philia. |
| Tintinabula     | Una cortesana de la casa de Marcus Lycus vestida con un traje de cascabeles. |
| Panacea         | Una cortesana de la casa de Marcus Lycus, originaria del reino de Nubia. |
| Geminae         | Dos gemelas cortesanas de la casa de Marcus Lycus. |
| Vibrata         | Una cortesana de la casa de Marcus Lycus, exótica y salvaje. |
| Gymnasia        | Una cortesana de la casa de Marcus Lycus de la que se enamora Pseudolus. |
| Proteicos       | Miembros del ensamble, habitualmente tres, que interpretan múltiples roles (esclavos, ciudadanos, soldados y eunucos) y acompañan a Pseudolus en el número musical «Comedy Tonight».                                               |

## Números musicales
| Acto I                           |                                   |
| Título original                  | Título en España (2021)           |
| «Comedy Tonight» *               | «Si es cómico, mejor»             |
| «Love, I Hear»                   | «El amor»                         |
| «Free»                           | «Libre»                           |
| «The House of Marcus Lycus»      | «Hay de todo en Casa Lycus»       |
| «Lovely»                         | «Dulce»                           |
| «Pretty Little Picture» †        | «Qué bonita imagen»               |
| «Everybody Ought to Have a Maid» | «El servicio en casa es esencial» |
| «I'm Calm»                       | «Ya está»                         |
| «Impossible»                     | «No puede ser»                    |
| «Bring Me My Bride»              | «Mi flor»                         |
| Acto II                          |                                   |
| Título original                  | Título en España (2021)           |
| «That Dirty Old Man»             | «El viejo asqueroso»              |
| «That'll Show Him»               | «Que se aguante»                  |
| «Lovely (Reprise)»               | «Dulce (Reprise)»                 |
| «Funeral Sequence»               | «Funeral»                         |
| «Comedy Tonight (Reprise)»       | «Si es cómico, mejor (Reprise)»   |

* Una canción titulada «Love Is in the Air» se utilizó como número de apertura durante las representaciones a modo de prueba en New Haven y Washington D. C., pero, siguiendo la recomendación de Jerome Robbins, fue reemplazada por «Comedy Tonight» antes del estreno neoyorquino. Posteriormente, «Love Is in the Air» se recuperó para la película The Birdcage, donde es interpretada por Robin Williams y Christine Baranski. Otro descarte del número de apertura, titulado «Invocation and Instructions to the Audience», ha sido incluido en varios recitales dedicados a Stephen Sondheim, así como en el musical The Frogs. Algo similar ocurrió con la canción desechada «Love Story (Your Eyes Are Blue)», que más tarde también fue rescatada para otro musical, Marry Me a Little.
† «Pretty Little Picture» es suprimida en algunas producciones, al igual que una estrofa de «I'm Calm».

## Repartos originales

### Broadway/Película
| Personaje       | Broadway (1962) | Película (1966)  | Broadway (1972)    | Broadway (1996)  |
| Pseudolus       | Zero Mostel     | Zero Mostel      | Phil Silvers       | Nathan Lane      |
| Senex           | David Burns     | Michael Hordern  | Lew Parker         | Lewis J. Stadlen |
| Marcus Lycus    | John Carradine  | Phil Silvers     | Carl Ballantine    | Ernie Sabella    |
| Hero            | Brian Davies    | Michael Crawford | John Hansen        | Jim Stanek       |
| Hysterium       | Jack Gilford    | Jack Gilford     | Larry Blyden       | Mark Linn-Baker  |
| Philia          | Preshy Marker   | Annette Andre    | Pamela Hall        | Jessica Boevers  |
| Domina          | Ruth Kobart     | Patricia Jessel  | Lizabeth Pritchett | Mary Testa       |
| Erronius        | Raymond Walburn | Buster Keaton    | Reginald Owen      | William Duell    |
| Miles Gloriosus | Ronald Holgate  | Leon Greene      | Carl Lindstrom     | Cris Groenendaal |

### Londres
| Personaje       | West End (1963) | West End (1986) | National Theatre (2004) |
| Pseudolus       | Frankie Howerd  | Frankie Howerd  | Desmond Barrit          |
| Senex           | Eddie Gray      | Patrick Cargill | Sam Kelly               |
| Marcus Lycus    | Jon Pertwee     | Fred Evans      | David Schneider         |
| Hero            | John Rye        | Graeme Smith    | Vince Leigh             |
| Hysterium       | Kenneth Connor  | Ronnie Stevens  | Hamish McColl           |
| Philia          | Isla Blair      | Lydia Watson    | Caroline Sheen          |
| Domina          | Linda Gray      | Betty Benfield  | Isla Blair              |
| Erronius        | Robertson Hare  | Derek Royle     | Harry Towb              |
| Miles Gloriosus | Leon Greene     | Leon Greene     | Philip Quast            |

### España
| Personaje       | Madrid (1964)          | Mérida (1993)     | Madrid (2015)      | Mérida (2021)  |
| Pseudolus       | José Sazatornil        | Javier Gurruchaga | Rafa Castejón      | Carlos Latre   |
| Senex           | Erasmo Pascual         | Josep Maria Pou   | Juan Meseguer      | Diego Molero   |
| Marcus Lycus    | Luis Sánchez Polack    | Ricard Borràs     | Juan Carlos Martín | Meritxell Duró |
| Hero            | Pedro Pecci            | Gabino Diego      | Paris Martín       | Eloi Gómez     |
| Hysterium       | Venancio Muro          | Vicente Díez      | Jorge Usón         | Frank Capdet   |
| Philia          | Alicia de la Victoria  | Mònica López      | Carmen Barrantes   | Ana San Martín |
| Domina          | Carmen Martínez Sierra | Vicky Peña        | Marta Moreno       | Eva Diago      |
| Erronius        | Alberto Fernández      | Félix Rotaeta     | Roberto Quintana   | OriolO         |
| Miles Gloriosus | Ricardo Royo Villanova | Jaume Mallofré    | Axier Sánchez      | Íñigo Etayo    |

Reemplazos destacados en la producción de 1993
- Senex: Lorenzo Valverde
- Marcus Lycus: Ricardo Moya
- Hero: Pep Molina, Marc Martínez
- Philia: Rosa Galindo
- Domina: Connie Philp
- Erronius: Carlos Lucena
- Miles Gloriosus: Jordi Boixaderas, José Truchado

Reemplazos destacados en la producción de 2021
- Pseudolus: Jordi Bosch
- Senex: Roger Julià
- Domina: Mercè Martínez
- Miles Gloriosus: Víctor Arbelo

## Grabaciones
Hasta la fecha se han editado los álbumes grabados por los elencos de Broadway (1962 y 1996) y Londres (1963).
En español únicamente existe un EP de la producción mexicana de 1962 que incluye las canciones «Comedy Tonight», «Pretty Little Picture», «Love, I Hear» y «Lovely».

## Premios y nominaciones

### Producción original de Broadway
| Año  | Premio                     | Categoría                             | Nominado                      | Resultado |
| ---- | -------------------------- | ------------------------------------- | ----------------------------- | --------- |
| 1962 | Outer Critics Circle Award | Premio especial                       | George Abbott                 | Ganador   |
| 1963 | Tony Award                 | Mejor musical                         | Mejor musical                 | Ganador   |
| 1963 | Tony Award                 | Mejor productor de un musical         | Harold Prince                 | Ganador   |
| 1963 | Tony Award                 | Mejor autor                           | Burt Shevelove, Larry Gelbart | Ganadores |
| 1963 | Tony Award                 | Mejor actor principal en un musical   | Zero Mostel                   | Ganador   |
| 1963 | Tony Award                 | Mejor actor de reparto en un musical  | David Burns                   | Ganador   |
| 1963 | Tony Award                 | Mejor actor de reparto en un musical  | Jack Gilford                  | Nominado  |
| 1963 | Tony Award                 | Mejor actriz de reparto en un musical | Ruth Kobart                   | Nominada  |
| 1963 | Tony Award                 | Mejor dirección en un musical         | George Abbott                 | Ganador   |

### Producción de Broadway de 1972
| Año  | Premio     | Categoría                            | Nominado       | Resultado |
| ---- | ---------- | ------------------------------------ | -------------- | --------- |
| 1972 | Tony Award | Mejor actor principal en un musical  | Phil Silvers   | Ganador   |
| 1972 | Tony Award | Mejor actor de reparto en un musical | Larry Blyden   | Ganador   |
| 1972 | Tony Award | Mejor dirección en un musical        | Burt Shevelove | Nominado  |

### Producción de Broadway de 1996
| Año  | Premio                     | Categoría                            | Nominado                       | Resultado |
| ---- | -------------------------- | ------------------------------------ | ------------------------------ | --------- |
| 1996 | Tony Award                 | Mejor revival de un musical          | Mejor revival de un musical    | Nominado  |
| 1996 | Tony Award                 | Mejor actor principal en un musical  | Nathan Lane                    | Ganador   |
| 1996 | Tony Award                 | Mejor actor de reparto en un musical | Lewis J. Stadlen               | Nominado  |
| 1996 | Tony Award                 | Mejor dirección en un musical        | Jerry Zaks                     | Nominado  |
| 1996 | Drama Desk Award           | Mejor revival de un musical          | Mejor revival de un musical    | Nominado  |
| 1996 | Drama Desk Award           | Mejor actor en un musical            | Nathan Lane                    | Ganador   |
| 1996 | Outer Critics Circle Award | Mejor actor en un musical            | Nathan Lane                    | Ganador   |
| 1996 | Outer Critics Circle Award | Mejor dirección en un musical        | Jerry Zaks                     | Ganador   |
| 1996 | Drama League Award         | Mejor producción de un revival       | Mejor producción de un revival | Nominado  |

### Producción española de 2021
| Año  | Premio                    | Categoría                          | Nominado       | Resultado |
| ---- | ------------------------- | ---------------------------------- | -------------- | --------- |
| 2022 | Premio del Teatro Musical | Mejor dirección de escena          | Daniel Anglès  | Nominado  |
| 2022 | Premio del Teatro Musical | Mejor figurinista                  | Montse Amenós  | Ganadora  |
| 2022 | Premio del Teatro Musical | Interpretación destacada femenina  | Ana San Martín | Nominada  |
| 2022 | Premio del Teatro Musical | Interpretación destacada masculina | Íñigo Etayo    | Nominado  |